# Torre Galería Florida
La Torre Galería Florida es un edificio de oficinas que se encuentra en la esquina de las calles peatonal Florida y Paraguay, en el barrio de Retiro, ciudad de Buenos Aires, Argentina.
La compañía de aeronavegación Air France proyectó en 1957 la construcción de un edificio de oficinas en el terreno que había adquirido. El proyecto estuvo a cargo del arquitecto Eugenio Bonta y el ingeniero Carlos Sucari y constó de dos subsuelos, planta baja, basamento de dos plantas y 30 pisos de oficinas en torre.
La Torre Galería Florida fue uno de los primeros grandes edificios porteños con fachada de muro cortina vidriado con perfiles de aluminio, y el estilo clásico de torre con basamento. Los pisos de oficinas contaron con calefacción por suelo radiante. Se inauguró en noviembre de 1964.
El primer subsuelo, la planta baja y los dos pisos del basamento de la torre fueron destinados a la Galería Florida, un paseo comercial semipúblico. Los 30 pisos de la torre fueron destinados a oficinas, con 410 m² cada uno.
En el piso 29, se inauguró al poco tiempo el Cinzano Club, un centro de reuniones sociales de moda en los años '60, que llevó a que el edificio fuera también conocido como Torre Club Cinzano o Torre Cinzano.